# Kościół Najświętszej Maryi Panny Królowej Pokoju w Nowej Wilejce
Kościół Najświętszej Maryi Panny Królowej Pokoju (Vilniaus Švenčiausios Mergelės Marijos, Taikos Karalienės bažnyčia) – świątynia katolicka w Nowej Wilejce, na Litwie. Kościół znajduje się przy ulicy Pergalės g. 34a.

## Historia
W latach 20. XX wieku na obecnym terenie kościoła stacjonował 13 Pułk Ułanów Wileńskich, 19 Pułk Artylerii Lekkiej, następnie 85 Pułk Strzelców Wileńskich. Budynki obecnego Szpitala Psychiatrycznego służyły jako koszary, stadion jako maneż dla koni. W budynku parafialnym mieściła się siedziba żandarmerii wojskowej. Rozpoczęta przed wojną budowa kościoła garnizonowego, który miał być pw. św. Stanisława Kostki, nie została zakończona. Na początku XXI wieku odbudową kościoła, w którego wnętrzu były jedynie gruzy, zajął się ks. Wacław Wołodkowicz, następnie ks. Wojciech Górlicki. Dzięki pomocy kurii diecezjalnej w Wilnie, wilnianina z pochodzenia ks. biskupa Edwarda Materskiego z Polski oraz biskupa Zygmunta Zimowskiego i katolików z różnych krajów kościół został odbudowany i służy katolikom: Polakom, Litwinom i Rosjanom. Odbudowane i nowo wybudowane zostały także inne zabudowania parafialne, a parafia liczy mniej więcej około 25 tysięcy wiernych.

## Księża
- Proboszcz parafii: ks. Eduardas Kirstukas.
- Księża wikariusze: ks. Aleksandr Romanowski.

## Relikwie i pomnik Jana Pawła II
W ostatnią niedzielę października 2011 r. nastąpiło poświęcenie figury św. Jana Pawła II przed kościołem pw. Matki Bożej Królowej Pokoju. Jest to czwarty na Litwie pomnik poświęcony świętemu papieżowi, zaś pierwszy w Wilnie. Poświęcenia dokonali: metropolita wileński kardynał Audrys Juozas Bačkis oraz gość z Watykanu – przewodniczący Papieskiej Rady ds. Duszpasterstwa Służby Zdrowia, członek Kongregacji Spraw Kanonizacyjnych abp Zygmunt Zimowski. Śpiew „Barki” w wykonaniu scholi „Laudate”, rozpoczął niedzielną uroczystość, na którą przybyli wierni z obu parafii Nowej Wilejki. Wspólnie podczas Mszy św. modlili się – Ričardas Sviackevičius, dyrektor miejscowej szkoły muzycznej, oraz starostowie: Nowej Wilejki – Jurij Gridiuszko oraz gminy szaternickiej – Wiesław Starykowicz. Podczas uroczystości był obecny również ambasador RP na Litwie – Janusz Skolimowski oraz delegacja z Wyższej Szkoły Biznesu im. bpa Jana Chrapka w Radomiu. W asyście służby liturgicznej oraz ks. Wojciecha Górlickiego i Eigantasa Rudokasa, proboszczów obu parafii w Nowej Wilejce pasterze Kościoła – metropolita wileński kardynał Audrys Juozas Bačkis oraz abp Zygmunt Zimowski – poświęcili pomnik bł. Jana Pawła II.